# Gokenin

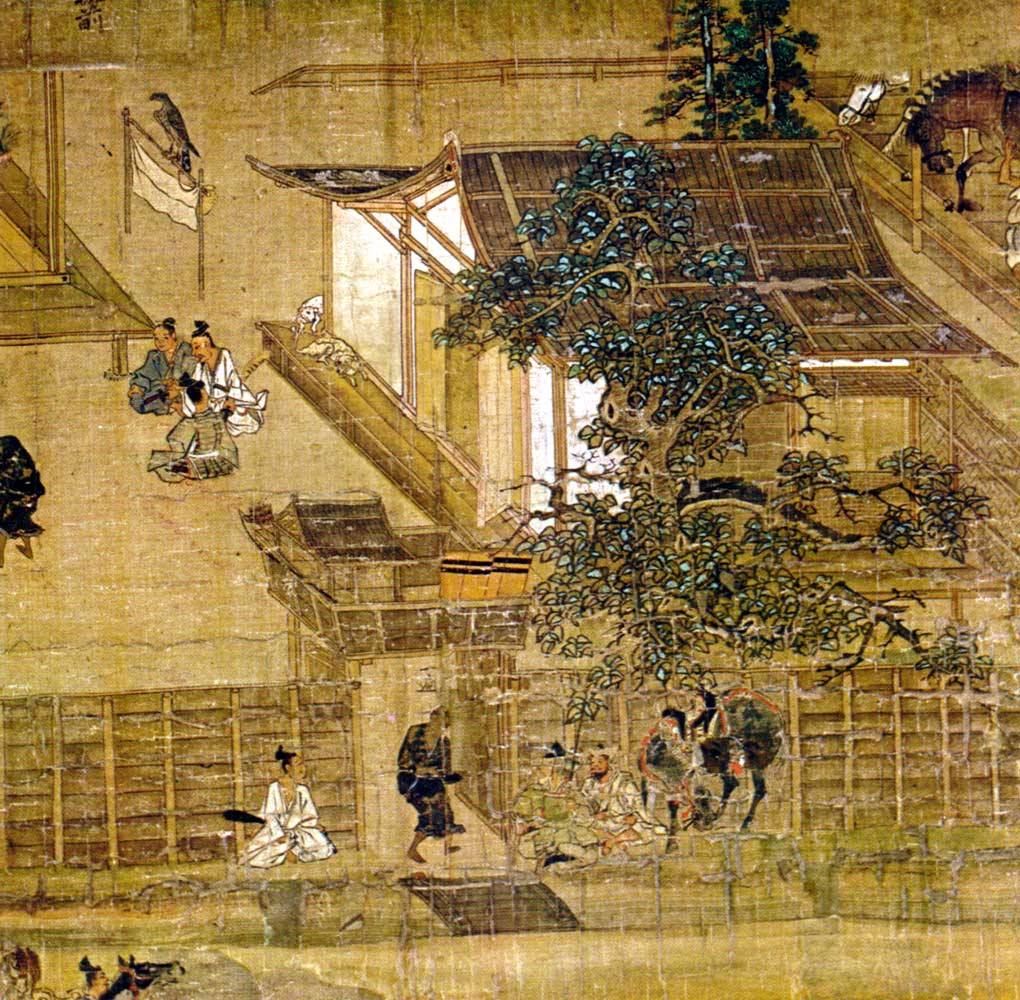
Maison d'un gokenin.

Un gokenin (御家人) est à l'origine un vassal du shogunat des époques de Kamakura et de Muromachi. En échange de protection et du droit de devenir shugo (gouverneur) ou jitō (seigneur de manoir), en temps de paix un gokenin a le devoir de protéger la cour impériale et Kamakura, en cas de guerre de se battre avec ses forces sous le drapeau du shogun.
À partir du milieu du XIIIe siècle, le fait que les gokenin sont autorisés de facto à devenir propriétaires  de la terre qu'ils administrent, couplé à la coutume que tous les enfants gokenin peuvent hériter, entraînent la parcellisation de la terre et l'affaiblissement du shogunat. La classe des gokenin, qui cesse d'être une force importante au cours de l'époque de Muromachi est supplantée par la figure du daimyo. Au cours de l'époque d'Edo qui suit, le terme finalement en vient à indiquer un vassal direct du shogun en dessous d'un omemie (御目見), ce qui signifie qu'il n'a pas le droit à une audience avec le shogun.

## Étymologie
Les termes gokenin et kenin sont étymologiquement liés mais ont des significations très différentes. La confusion peut aussi survenir parce que, dans les documents, parfois ce dernier mot est utilisé conjointement avec le préfixe honorifique -go (御) (go + kenin). En vertu du système légal ritsuryō en usage au Japon du  VIIe siècle au Xe siècle, un kenin (« personne de la maison ») est un être humain qui, bien que juridiquement propriété d'une famille, peut être transmis par héritage mais pas vendu et qui, contrairement à un esclave, possède certains droits. L'inventaire des richesses d'un temple par exemple, mentionne treize kenin, dont quatre femmes, qui sont en effet des serviteurs.
Dès le début de la période médiévale du Japon, la relation entre seigneurs et vassaux a tendance, même en l'absence de véritables liens du sang, à être considérée comme un lien ancestral où chacun a hérité des droits et des devoirs de la génération précédente. Les deux parties pensent et parlent de leur relation par des termes suggérant la parenté, d'où l'utilisation du terme gokenin, le préfixe go- indiquant le prestige ayant été ajouté après l'époque de Heian.
Cette classe sociale évolue au cours du shogunat Kamakura en fonction de la relation personnelle, contractuelle et militaire entre le shogun et chaque gokenin à titre individuel. Jusqu'à récemment, il est supposé que le shogun Kamakura Minamoto no Yoritomo invente le mot et le rôle quand il commence sa campagne pour conquérir le pouvoir en 1180. L'Azuma Kagami, chronique du shogunat, utilise le terme dès ses premières entrées. La première preuve documentaire fiable d'un statut formel de gokenin et d'un réel registre de vassaux remonte cependant au début des années 1190, et il semble donc que le concept de vassalité reste vague pendant au moins les dix premières années d'existence du shogunat. En tout état de cause, à cette date les trois principales fonctions administratives créées par le shogunat de Kamakura (gokenin, shugo [gouverneur] et jitō [seigneur du manoir]) existent certainement. Le droit de les nommer constitue la base même du pouvoir et de la légitimité du shogunat de Kamakura.

## Histoire

### Chute de Kamakura
Les vassaux gokenin sont les descendants d'anciens propriétaires de shoen, d'anciens paysans ou d'anciens samouraïs qui se sont fait connaître pour eux-mêmes dans l'armée de Minamoto no Yoritomo au cours de ses campagnes militaires contre le clan Taira et ont été récompensés après la victoire. Eux-mêmes et les bandes de samouraïs qu'ils embauchent fournissent au shogun la force militaire dont il a besoin. Ils collectent également les impôts locaux et gouvernent des territoires qui leur sont confiés, mais qu'ils ne possèdent cependant pas nominalement. Parce que le shogun a usurpé à l'empereur le pouvoir de les nommer, ils ne doivent leur loyauté qu'à sa personne. Le titre de gokenin est obtenu en participant à une cérémonie d'initiation, en écrivant son nom dans un registre, myōbu (名簿), et en prononçant un serment de vassalité.
Le gouvernement de Kamakura conserve le pouvoir de nomination et de révocation, mais à part cela, laisse gokenin, shugo et jitō seuls et libres d'utiliser l'impôt sur le revenu de la façon qu'ils jugent appropriée. Tant qu'ils restent fidèles, ils disposent d'une considérable autonomie de la part du gouvernement central. Avec le temps, parce que les fonctionnaires gokenin sont rarement démis, en pratique leurs pouvoirs et leur propriété foncière deviennent héréditaires. À la fin du shogunat, le gouvernement n'est guère plus qu'une coalition d'États semi-autonomes.

### Lesgokeninet les daimyos
Après la chute de Kamakura en 1333, les changements dans l'équilibre du pouvoir forcent les Ashikaga à essayer de modifier l'économie et la structure de l'État. Le processus d'inversion de la parcellisation extrême de la terre occupe les deux siècles qui suivent. La dynastie tente d'éradiquer les seigneurs de guerre locaux et de concentrer le pouvoir entre ses mains, mais en fait accroît seulement le niveau d'hostilité. Il se saisit des terres du clan Hojo, des anciens dirigeants de Kamakura, et de tous les gokenin vaincus, mais en voyant les Ashikaga garder ces terres pour eux-mêmes, au point où ils ont le contrôle direct de près de 25 % du pays, leurs propres alliés commencent à craindre pour eux-mêmes et leurs héritiers.
La tourmente qui suit donne naissance par inadvertance à la figure du daimyo (seigneur féodal), bien que le terme ne soit pas largement utilisé pendant une première moitié de siècle. De nombreux daimyos sont des shugo ou des jitō issus de gokenin ou même des nobles, mais la plupart sont de nouvelles personnalités qui ont supplanté leurs supérieurs. Fondamentalement, parce que résister aux Ashikaga nécessite un pouvoir central fort et une succession sans heurts, l'héritage n'est plus partagé entre eux, mais transmis intact à un seul héritier, qui, souvent, n'est même pas un parent par le sang, mais un homme prometteur adopté spécifiquement pour être héritier.

### Statut ultérieur
Durant l'époque d'Edo, les gokenin sont les vassaux au rang le plus bas du shogunat Tokugawa, à côté des hatamoto. Contrairement à un hatamoto, un gokenin ne possède pas le statut de omemie-ijō (御目見以上) — en d'autres termes, il n'a pas le droit d'avoir une audience avec le shogun.